# Luxemburg az 1968. évi nyári olimpiai játékokon
Luxemburg a mexikói Mexikóvárosban megrendezett 1968. évi nyári olimpiai játékok egyik részt vevő nemzete volt. Az országot az olimpián 5 sportágban 5 sportoló képviselte, akik érmet nem szereztek.

## Atlétika
Férfi
| Versenyző   | Versenyszám     | Döntő   | Döntő    |
| Versenyző   | Versenyszám     | Idő     | Helyezés |
| ----------- | --------------- | ------- | -------- |
| Charel Sowa | 20 km gyaloglás | 1:40:17 | 19.      |
| Charel Sowa | 50 km gyaloglás | 4:44:45 | 16.      |

## Kerékpározás

### Országúti kerékpározás
| Versenyző    | Versenyszám   | Idő              | Helyezés |
| ------------ | ------------- | ---------------- | -------- |
| Roger Gilson | Mezőnyverseny | 5:05:12 (+23:47) | 54.      |

## Sportlövészet
Nyílt
| Versenyző     | Versenyszám    | Pont | Helyezés |
| ------------- | -------------- | ---- | -------- |
| Nicolas Klein | Szabadpisztoly | 543  | 30.      |

## Úszás
Női
| Versenyző      | Versenyszám | Előfutam | Előfutam | Előfutam | Elődöntő | Elődöntő | Elődöntő | Döntő   | Döntő    |
| Versenyző      | Versenyszám | Idő      | Hely.    | Össz.    | Idő      | Hely.    | Össz.    | Idő     | Helyezés |
| -------------- | ----------- | -------- | -------- | -------- | -------- | -------- | -------- | ------- | -------- |
| Arlette Wilmes | 100 m mell  | 1:24,4   | 6.       | 27.      | kiesett  | kiesett  | kiesett  | kiesett | kiesett  |
| Arlette Wilmes | 200 m mell  | 3:06,7   | 6.       | 27.      |          |          |          | kiesett | kiesett  |

## Vívás
Női
| Versenyző      | Versenyszám | Csoportkör | Csoportkör | Csoportkör        | Csoportkör | Negyeddöntő       | Elődöntő          | Vigaszág a döntőért | Vigaszág a döntőért | Vigaszág a döntőért | Döntő             | Helyezés    |
| Versenyző      | Versenyszám | 1. kör | 1. kör     | 2. kör            | 2. kör     | Negyeddöntő       | Elődöntő          | 1. kör              | 2. kör              | 3. kör              | Döntő             | Helyezés    |
| Versenyző      | Versenyszám | Ellenfél Eredmény | Hely.      | Ellenfél Eredmény | Hely.      | Ellenfél Eredmény | Ellenfél Eredmény | Ellenfél Eredmény   | Ellenfél Eredmény   | Ellenfél Eredmény   | Ellenfél Eredmény | Helyezés    |
| -------------- | ----------- | --- | ---------- | ----------------- | ---------- | ----------------- | ----------------- | ------------------- | ------------------- | ------------------- | ----------------- | ----------- |
| Colette Flesch | Tőr, egyéni | E. csoport · Stahl Jencsik Katalin (ROU) · V · Pilar Roldán (MEX) · V · Galina Gorohova (URS) · V · Heidi Schmid (FRG) · GY · Myrna Anselma (AHO) · V · Sylvia Iannuzzi-San Martín (ARG) · GY | 5.         | kiesett           | kiesett    | kiesett           | kiesett           | kiesett             | kiesett             | kiesett             | kiesett           | helyezetlen |